# 马特·巴恩斯
马特·加利·班尼斯（英語：Matt Kelly Barnes，1980年3月9日—），美国NBA联盟职业篮球运动员。他在2002年的NBA选秀中第46顺位被孟菲斯灰熊选中。2016-17賽季隨著金州勇士奪冠而獲得生涯首冠。2017年宣布退休。